# Max Lloyd-Jones
Maxmillian Edward Lloyd-Jones (detto Max) (Londra, 26 febbraio 1991) è un attore britannico.

## Filmografia

### Cinema
- Il ritorno dei ragazzi vincenti (The Sandlot 2), regia di David Mickey Evans (2005) Uscito in home video
- Soulstice, regia di Brian Nolin (2008) Uscito in home video
- Good Image Media, regia di Adam Locke-Norton e Nicholas Marler - cortometraggio (2009)
- Flicka: Country Pride, regia di Michael Damian (2012) Uscito in home video
- Stone Markers, regia di Tony Canonico e Dale Fabrigar (2012)
- Finding Harmony, regia di Dagen Merrill (2014)
- Field of Lost Shoes, regia di Sean McNamara (2015)
- Is That a Gun in Your Pocket?, regia di Matt Cooper (2016)
- Kadence, regia di Jacob Johnston - cortometraggio (2016)
- The War - Il pianeta delle scimmie (War for the Planet of the Apes), regia di Matt Reeves (2017)
- Zoom-Bombing Mormons, regia di W. Cody Nelson - cortometraggio (2020)
- Afterlifetime, regia di Matthew Boda - cortometraggio (2021)
- Thicker Than Blood, regia di Jessey Nelson e W. Cody Nelson - cortometraggio (2022)
- Hotel for the Holidays, regia di Ron Oliver (2022)
- Final Destination Bloodlines, regia di Zach Lipovsky e Adam Stein (2025)

### Televisione
- Supernatural – serie TV, 1 episodio (2008)
- Tower Prep – serie TV, 1 episodio (2010)
- Girl Fight, regia di Stephen Gyllenhaal – film TV (2011)
- Restless Virgins, regia di Jason Lapeyre – film TV (2013)
- Switched at Birth - Al posto tuo (Switched at Birth) – serie TV, 8 episodi (2013)
- Teen Wolf – serie TV, 1 episodio (2014)
- Motive – serie TV, 1 episodio (2014)
- The Dorm, regia di Rachel Talalay – film TV (2014)
- Only Human, regia di Gavin O'Connor – film TV (2014)
- iZombie – serie TV, 1 episodio (2015)
- Scream – serie TV, 1 episodio (2015)
- The Unauthorized Beverly Hills, 90210 Story, regia di Vanessa Parise – film TV (2015)
- Adventures in Babysitting, regia di John Schultz – film TV (2016)
- Segreti in soffitta (Secrets in the Attic), regia di Paul Shapiro – film TV (2016)
- Mistresses – serie TV, 1 episodio (2016)
- C'era una volta (Once Upon a Time) – serie TV, 1 episodio (2016)
- Reign – serie TV, 1 episodio (2017)
- Rose Drive – serie podcast (2017)
- Quando chiama il cuore (When Calls the Heart) – serie TV, 8 episodi (2015-2018)
- Project Blue Book – serie TV, 1 episodio (2019)
- V.C. Andrews' Heaven, regia di Paul Shapiro, Gail Harvey, Jason Priestley e Mike Rohl – miniserie TV, 1 episodio (2019)
- The Mandalorian – serie TV, 1 episodio (2020)
- The Book of Boba Fett – serie TV, 1 episodio (2022)
- Love, Classified, regia di Stacey N. Harding – film TV (2022)
- The Imperfects – serie TV, 2 episodi (2022)
- Blockbuster – serie TV, 1 episodio (2022)

## Doppiatore
| Anno | Titolo           | Personaggio   | Informazioni |
| ---- | ---------------- | ------------- | ------------ |
| 2018 | The Inpatient    | Abe White     | Videogioco   |
| 2018 | Doragaria rosuto | Aldred/Yurius | Videogioco   |

## Doppiatori italiani
Nelle versioni in italiano delle opere in cui ha recitato, Max Lloyd-Jones è stato doppiato da:
- Flavio Aquilone in Supernatural, Adventures in Babysitting, Final Destination Bloodlines
- Massimo Di Benedetto ne Il ritorno dei ragazzi vincenti
- Manuel Meli in Flicka, ragazza selvaggia
- Alessio Puccio in Motive
- Davide Perino in iZombie
- Alessio Nissolino in Quando chiama il cuore
- Francesco Falco in C'era una volta
- Dimitri Winter in The Mandalorian

## Riconoscimenti
- 2015 - Leo Awards
  - Nomination Best Lead Performance by a Male in a Motion Picture per Field of Lost Shoes

- 2020 - Leo Awards
  - Best Lead Performance by a Male in a Television Movie per "Web of Dreams"